# Mari Rauhala
Mari Rauhala (1977) è un'ex fondista finlandese.

## Biografia
In Coppa del Mondo esordì il 5 marzo 1999 a Otepää (43ª) e ottenne l'unico podio il 13 gennaio 2001 a Soldier Hollow (3ª). Non partecipò né a rassegne olimpiche né iridate.

## Palmarès

### Mondiali juniores
- 1 medaglia:
  - 1 argento (5 km, staffetta[1] a Canmore 1997)

### Coppa del Mondo
- 1 podio (a squadre[2]):
  - 1 terzo posto